# 미즈호정 (시마네현)
미즈호정(邑智町)은 시마네현 중남부에 있던 정이며 오치군에 속했다. 2004년 10월 1일에 미즈호정 및 이와미정, 하스미촌 등 3개 정·촌이 합병하여 오난정이 신설되고 폐지되었다.

## 역사
- 1889년 4월 1일 - 정촌제 시행과 함께 합병전의 정역인 이즈와촌이 성립하였다.
- 1955년 4월 15일 - 다카하라촌, 다도코로촌과 합병해 새로운 이즈와촌이 성립하였다.
- 1957년 3월 10일 - 이즈와촌이 후세촌의 일부를 편입하였다.
- 1957년 8월 1일 - 이즈와촌이 정으로 승격, 개칭해 미즈호정이 되었다.
- 1958년 10월 20일 - 이치기촌의 일부를 이와미정에 편입하였다.
- 2004년 10월 1일 - 미즈호정, 하스미촌, 이와미정 등 3개 정·촌이 합병해 오난정이 성립하였다. 동일 미즈호정 등은 폐지되었다.

## 교통

### 철도
- 서일본 여객철도 산코선

### 도로
- 하마다 자동차도(일본어판) - 미즈호 나들목
- 국도 제261호선 (일본)(일본어판)